# Blencarn
Blencarn is een dorp in het bestuurlijke gebied Eden, in het Engelse graafschap Cumbria. Het maakt deel uit van de civil parish Culgaith.